# Especialidades médicas

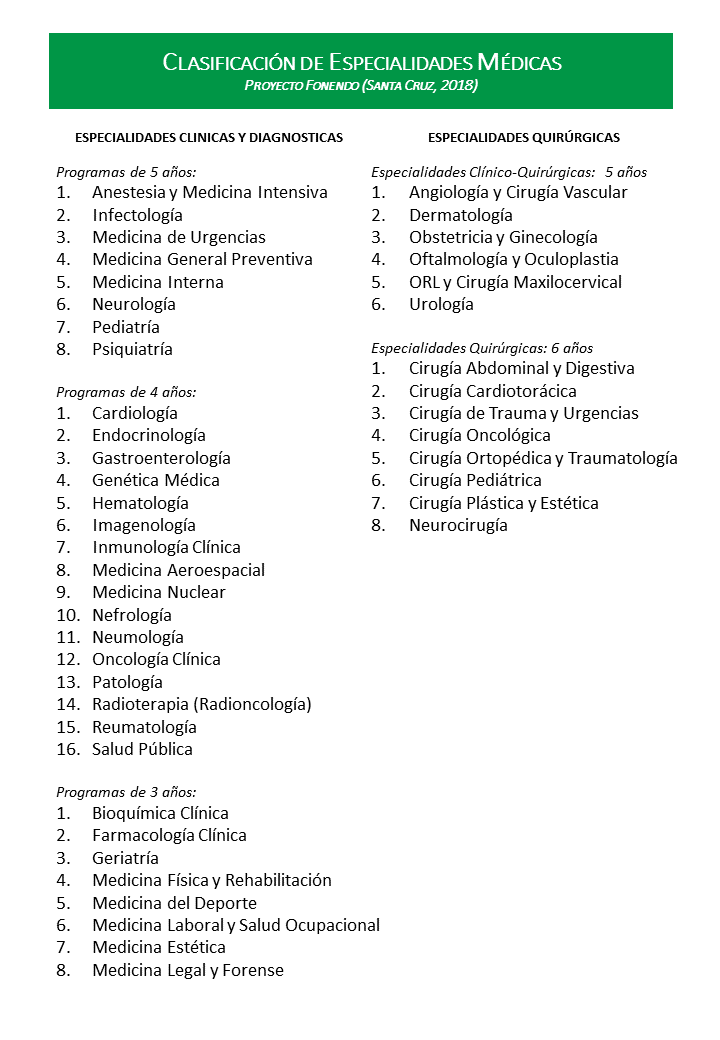
Las especialidades médicas se clasifican siguiendo criterios bien definidos. A. Según el grado de intervención

Una especialidad médica son los estudios cursados por un licenciado en medicina en su período de medicina
y que derivan de un conjunto de conocimientos médicos especializados relativos a un área específica del cuerpo humano y Cerebro y Sistemas  Nerviosos y  técnicas quirúrgicas específicas o a un método diagnóstico determinado. 
Según cada país, puede variar tanto el número como la denominación de las especialidades médicas, aunque la tendencia es a unificarlas. Incluso algunas especialidades médicas, fundamentalmente las de laboratorio, también son accesibles a graduados o licenciados en biología, farmacia o química en determinados países.
En la mayoría de los países una vez concluida la especialidad se puede continuar con la subespecialidad (fellowship) que duran entre 2 a 4 años.

## Clasificación de las especialidades médicas

### Según el lugar de ejercicio profesional
- Hospital: los médicos que trabajan en hospitales, centros de especialidades o ambulatorios. Generalmente se les llama médicos especialistas.
- Atención primaria: los médicos que ejercen en centros de salud o consultorios. Generalmente se les llama médicos de cabecera o de familia.

### Según su orientación
Las especialidades médicas se centran en:
- Grupos edad (neonatología, pediatría, hebiatría, geriatría)
- Sexo (ginecología, andrología, Medicina Transgénero)
- Aparatos o sistemas del cuerpo humano (neumología, gastroenterología)
- Órganos (nefrología, cardiología)
- Técnicas diagnósticas (radiología, microbiología, anatomía patológica)
- Técnicas terapéuticas y rehabilitadoras (farmacología, cirugía, traumatología, rehabilitación, hidrología)
- Enfermedades concretas (alergología)
- Actividades humanas (medicina del trabajo, medicina del deporte, medicina legal, medicina preventiva)

La especialidad que abarca todos los anteriores apartados desde una visión integral del paciente es la medicina familiar y comunitaria.

### Según su agrupación tradicional
Tradicionalmente se dividen en clínicas, quirúrgicas y de laboratorio. Aunque con los continuos avances de la medicina, esos límites no son muy precisos y, además, hay diferencias por países al dictar leyes reguladoras específicas. No se incluyen tampoco las subespecialidades, que se pueden consultar en el correspondiente artículo de cada especialidad médica. 

#### Especialidades clínicas
Las especialidades clínicas se corresponden con la figura tradicional de "médico": asisten personalmente al paciente con actividades preventivas, diagnósticas y terapéuticas, generalmente utilizando técnicas NO quirúrgicas.
- Alergología
- Algología
- Anestesiología
- Angiología
- Cardiología
- Endocrinología
- Estomatología
- Farmacología Clínica
- Foniatría
- Gastroenterología
- Genética
- Geriatría
- Hematología
- Hepatología
- Infectología
- Inmunología
- Medicina aeroespacial
- Medicina del deporte
- Medicina familiar y comunitaria
- Medicina física y rehabilitación
- Medicina forense
- Medicina intensiva
- Medicina interna
- Medicina nuclear
- Medicina paliativa
- Medicina preventiva y salud pública
- Medicina del trabajo
- Nefrología
- Neumología
- Neurología
- Nutriología
- Oncología médica
- Oncología radioterápica
- Pediatría
- Psiquiatría
- Reumatología
- Toxicología

#### Especialidades quirúrgicas
Las especialidades quirúrgicas se corresponden con la figura de cirujano, y utilizan medios invasivos para tratar, modificar o extirpar físicamente la estructura patológica. Se dividen por sistemas.
- Cirugía craneofacial
- Cirugía general
- Cirugía oral y maxilofacial
- Cirugía oncológica
- Cirugía ortopédica
- Cirugía pediátrica
- Cirugía plástica
- Cirugía torácica
- Cirugía cardíaca
- Cirugía vascular
- Coloproctología
- Neurocirugía

#### Especialidades médico-quirúrgicas
Son las que habitualmente usan tanto técnicas invasivas (quirúrgicas) como no invasivas (farmacológicas, etc).
- Dermatología
- Ginecología y obstetricia o tocología
- Medicina de emergencia
- Odontología
- Oftalmología
- Otorrinolaringología
- Traumatología y Ortopedia
- Urología

#### Especialidades de laboratorio o diagnósticas
De apoyo a los demás médicos, realizan diagnósticos y sugieren tratamientos a los clínicos, por lo que en ellas la relación con el paciente es reducida. 
- Análisis clínico
- Anatomía patológica
- Bioquímica clínica
- Embriología
- Farmacología
- Genética médica
- Medicina nuclear
- Microbiología y parasitología
- Neurofisiología clínica
- Radiología

#### Especialidades de prevención, promoción y salud pública
- Administración en salud
- Auditoría médica
- Epidemiología
- Salud pública

## Especialidades médicas por país

### España
En el programa de formación de especialistas médicos es el Médico Interno Residente (MIR), que suele tener una duración de 4 a 5 años. Se desarrolla en hospitales o centros de salud acreditados para impartir formación especializada. Para el acceso a la formación especializada, los médicos deben realizar el llamado examen MIR, un examen de oposición estatal en el que son examinados de las asignaturas de los seis años del grado. En España existen un total de 47 especialidades médicas, la mayoría de estas especialidades están reconocidas por los países de Unión Europea, aunque alguna es propia del sistema sanitario español.
Entre las especialidades médicas, la Medicina Familiar y Comunitaria concentra el mayor número de plazas en el 2024, alcanzando un total de 2.508. Las especialidades con menor oferta formativa en el 2024 son Farmacología Clínica, con apenas 21 plazas, seguida de cerca por Cirugía Cardiovascular (23 plazas), Cirugía Pediátrica (24 plazas) y Cirugía Torácica (25 plazas). 

### Colombia
En Colombia los médicos generales deben presentarse y pasar a alguno de los programas de residencias que ofertan las diferentes universidades y posteriormente ingresar a un programa de especialidad médica. Dicho programa suele durar 3 años para las especialidades clínicas y 4 años para las quirúrgicas y clínico-quirúrgicas (sin contar subespecialidades o alta especialidad). Los médicos en formación de una especialidad médica son denominados médico residente.

### Ecuador
En Ecuador obtenido el título de médico general universidades ofertan carreras de especialidad con un número limitado y corto de plazas para cada especialidad en un hospital del país que tenga convenio con la universidad ofertante, para acceder a esta plaza hay que rendir un examen de todo lo aprendido en pregrado y también son evaluados otros requisitos contenidos en el curriculum vitae de cada profesional. La duración es de 4-5 años tomando en cuenta si son carreras clínicas o quirúrgicas.
En Ecuador, para ejercer como especialista es requisito haber aprobado el examen de habilitación profesional (CACES), el cual evalúa los conocimientos médicos básicos. Una vez aprobado el examen se obtiene la habilitación profesional, que certifica la idoneidad y el cumplimiento de las normativas establecidas por las autoridades regulatorias del país. 

### México
En México, para acceder a una plaza de residencia en cualquiera de las especialidades médicas reconocidas por el Sistema Nacional de Residencias Médicas (SNRM), el aspirante debe, tras obtener el título de Médico Cirujano y completar el Servicio Social, presentar y aprobar el Examen Nacional de Aspirantes a Residencias Médicas (ENARM). El ENARM se convoca cada año y evalúa competencias clínicas mediante casos basados en situaciones reales de la práctica médica, con preguntas en español e inglés distribuidas en torno a las áreas troncales (Medicina Interna, Pediatría, Ginecología‑Obstetricia y Cirugía General) y otras de apoyo como Salud Pública y Urgencias. 

### República Dominicana
La formación de médicos especialistas en la República Dominicana se lleva a cabo a través del Sistema Nacional de Residencias Médicas, coordinado por el Ministerio de Salud Pública y la Universidad Autónoma de Santo Domingo. Una vez obtenido el título de Médico General y completado el Servicio Social, los aspirantes deben presentar y aprobar el Examen Nacional Único de Residencias Médicas (ENURM). Este examen se celebra anualmente el primer domingo de marzo y evalúa a miles de médicos candidatos que compiten por una pequeña cantidad de plazas distribuidas en distintos hospitales docentes del país. 